# Тихта (Топкинський округ)
Тихта́ (рос. Тыхта) — присілок у складі Топкинського округу Кемеровської області, Росія.

## Населення
Населення — 175 осіб (2010; 231 у 2002).
Національний склад (станом на 2002 рік):
- росіяни — 93 %